# 鳳山溪 (高雄市)
鳳山溪是台灣高雄市的一條河川，清治時期因流經鳳山縣城東門，因此舊稱東門溪。
鳳山溪發源於高雄市大樹山區，向西流經大樹區、大寮區、鳥松區後，貫穿鳳山區中心，向西南流入前鎮區後改稱為前鎮河（也稱前鎮溪），最後注入高雄港。其全長約20公里，流域面積計53.85平方公里，呈狹長型。
鳳山溪上游主要為農業灌溉兼排水渠道，至過台鐵屏東線鐵路橋後，因都市化結果僅存排水功能。其排水系統包括9條支線（五甲支線、七老爺支線、機場支線、牛寮支線、佛公圳、過埤支線、鳳山圳支線、坔埔支線、山仔頂支線）；5條分線（崎腳分線、仁美分線、水寮分線一、水寮分線二、湖底分線）；灌排兼用渠道為鳳山圳、與曹公舊圳。

## 參照
- 台灣河流列表